# Cantonul Allonnes (Maine-et-Loire)
Cantonul Allonnes (Maine-et-Loire) este un canton din arondismentul Saumur, departamentul Maine-et-Loire, regiunea Pays de la Loire, Franța.

## Comune
- Allonnes (reședință)
- Brain-sur-Allonnes
- La Breille-les-Pins
- Neuillé
- Varennes-sur-Loire
- Villebernier
- Vivy